# Залізничні війська України
Залізничні війська України — спеціальні війська у складі Збройних сил України сформовані у січні 1992 року на базі 2-го залізничного корпусу та інших військових формувань і частин Залізничних військ СРСР.
Вони здійснювали будівництво нових, реконструкцію та оновлення існуючих залізниць. А також охорону, відновлення і технічну експлуатацію супутньої залізничної інфраструктури для забезпечення потреб Збройних Сил України. 

## Історія
Залізничні війська України були сформовані у січні 1992 року на базі 2-го залізничного корпусу Залізничних військ СРСР та інших формувань, дислокованих на території України, згідно з Указом Президії Верховної Ради України від 7 жовтня 1991 року «Про підпорядкування Україні дислокованих на її території військових частин і підрозділів» . Першим начальником залізничних військ України став діючий командир 2-го залізничного корпусу — генерал-лейтенант Михайліченко Валентин Володимирович.
За роки незалежності залізничні війська пройшли низку реформ і скорочень. Були розформовані 32-га, 45-та бригади з міста Чорнобиль, 47-ма залізнична бригада з Хмельницька та багато інших частин і формувань.
У 2000 році начальником залізничних військ МО України, призначено генерал-лейтенанта Малькова Миколая Івановича (з 2004 року Голова Адміністрації ДССТ).
27 січня 2003 року Залізничні війська Збройних Сил України передані в підпорядкування Міністерству транспорту України (з 2010 — Мінінфраструктури). 
17 червня 2004 року Кабінет Міністрів України своїм розпорядженням зобов'язав Міноборони передати Залізничні війська в підпорядкування Мінтрансу. 1 листопада того ж року Залізничні війська Збройних сил України увійшли до складу Міністерства транспорту та зв'язку України, як Державна спеціальна служба транспорту (Держспецтрансслужба, ДССТ).

## Структура
Станом на 1992 рік
- 2-й залізничний корпус
  - управління (в/ч 12662 м. Київ)
  - 1-ша гвардійська залізнична Варшавська ордена Кутузова бригада[ru] (1 Гв. ЗБр, в/ч 33138) м. Львів
  - 2-га мостова залізнична бригада (2 МЗБр, в/ч 12665) м. Новомосковськ Дніпропетровська область
  - 8-й окремий навчальний залізничний полк (8 ОНЗП, в/ч 92422) м. Чернігів
  - 26-та залізнична Кенігсбергськая ордена Олександра Невського бригада (26 ЗБр, в/ч 06451) м. Дніпропетровськ
  - 32-га залізнична бригада (32 ЗБр, в/ч 93631) м. Чорнобиль Київська область
  - 36-та залізнична ордена Червоного Прапора бригада (36 ЗБр, в/ч 04559) м. Харків
  - 45-та залізнична бригада (45 ЗБр, в/ч 93632) м. Чорнобиль Київська область
  - 47-ма залізнична бригада (47 ЗБр, в/ч 93634) м. Хмельницький Хмельницька область
  - 48-й Центральний завод залізничної техніки (48 ЦЗЗТ, в/ч) м. Харків

Станом на 2000 рік
- 1-ша гвардійська залізнична Варшавська ордена Кутузова бригада (1 Гв. ЗБр, в/ч 33138) м. Львів
- 2-га мостова залізнична бригада (2 МЗБр, в/ч 12665) м. Новомосковськ Дніпропетровська область, УРСР
- 8-й окремий навчальний залізничний полк (8 ОНЗП, в/ч 92422) м. Чернігів
- 26-та залізнична Кенігсберзька ордена Олександра Невського бригада (26 ЗБр, в/ч 06451) м. Дніпропетровськ
- 36-та залізнична ордена Червоного Прапора бригада (36 ЗБр, в/ч 04559) м. Харків
- 48-й Центральний завод залізничної техніки (48 ЦЗЗТ, в/ч) м. Харків

## Керівництво
Начальники залізничних військ — начальники Управління залізничних військ Міністерства оборони України:
- генерал-лейтенант Михайліченко Валентин Володимирович (1992 — 2000)[3]
- генерал-лейтенант Мальков Микола Іванович (2000 — 2004)[4][3]